# USS LST-180
O USS LST-180 foi um navio de guerra norte-americano da classe LST que operou durante a Segunda Guerra Mundial.